# Iris revoluta
Iris revoluta är en irisväxtart som beskrevs av Colas. Iris revoluta ingår i släktet irisar, och familjen irisväxter. Inga underarter finns listade i Catalogue of Life.